# Centris aenea
Centris aenea är en biart som beskrevs av Amédée Louis Michel Lepeletier 1841. Centris aenea ingår i släktet Centris och familjen långtungebin. Inga underarter finns listade.